# あかだ・くつわ

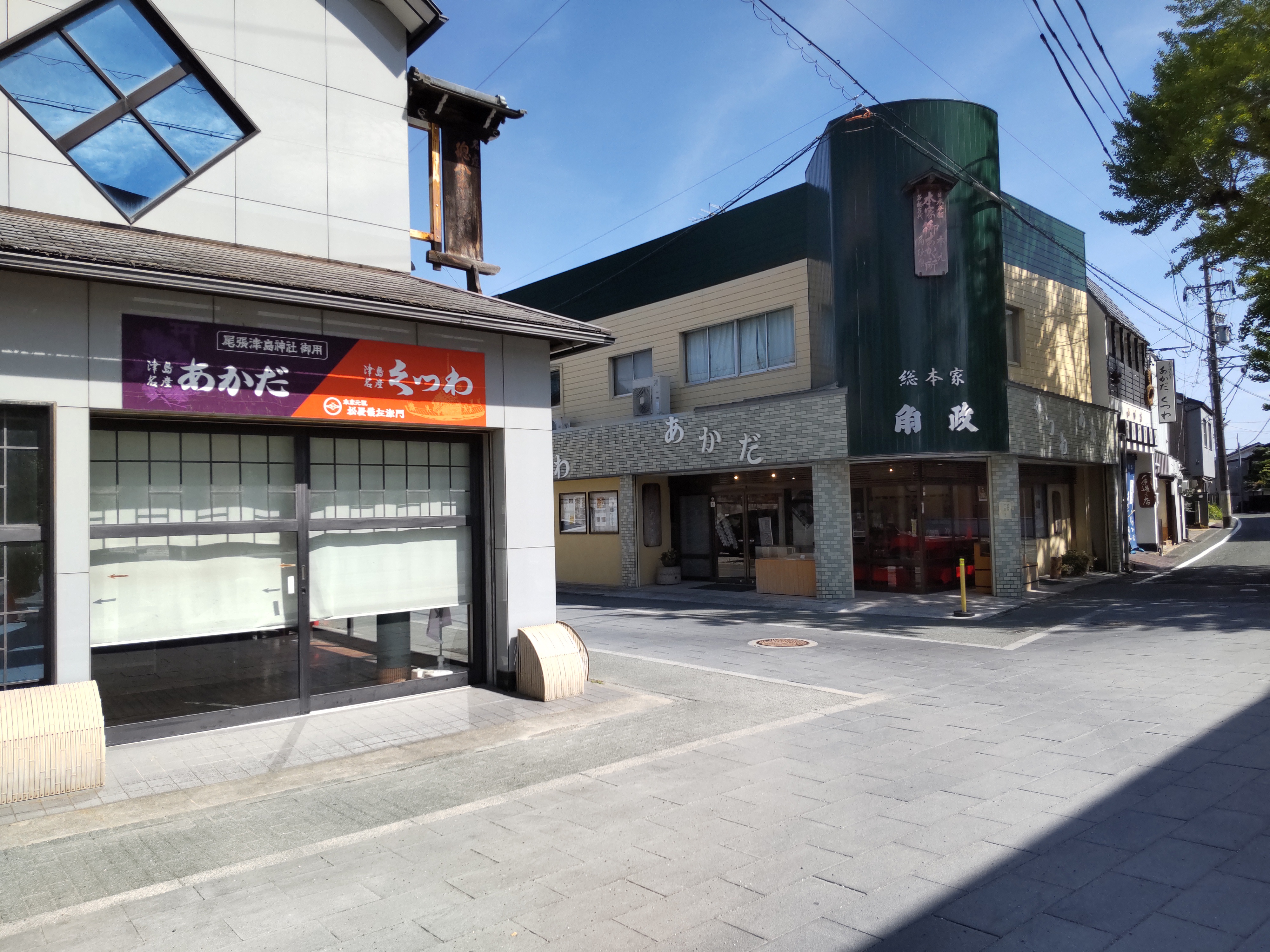
津島神社東鳥居前の3店舗
左（北）から松儀商店・総本家角政・あかだ屋清七

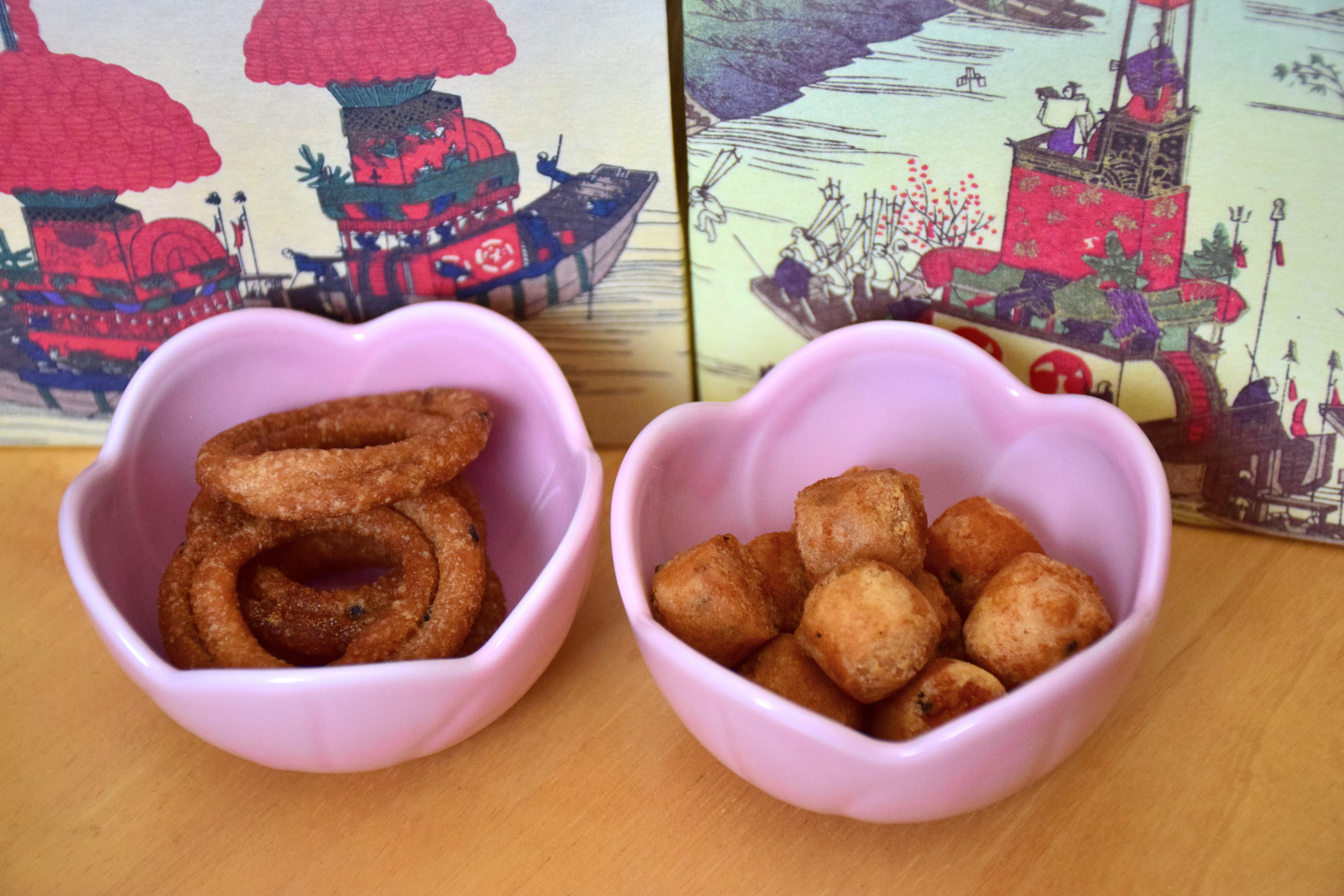
左が「くつわ」で右が「あかだ」

あかだとくつわは、愛知県津島市にある津島神社周辺で製造・販売される菓子。2つは別々の菓子であるが津島市制定の祖先の遺産には「あかだ・くつわ」の名称で掲載されており、現在では津島神社東鳥居前に並んだ3つの店舗が製造している。

## あかだ
あかだは米の粉を熱湯で練って球状にしたものを、菜種油で揚げて作られる。非常に硬いことが特徴で「日本一硬いお菓子」とも紹介される。
名称の由来については2つの説がある。古くからあかだとくつわを製造する近江屋の先祖の弥三郎が、後述する空海の故事に基づいて津島神社の春秋縣祭りに備えた供米を材料に菓子を作り、「縣団子（あがただんご）」と呼んだものが変化したもの、あるいはサンスクリット語で丸薬を意味する「阿伽陀（あきゃだ）」が転用されたと言われる。
起源は諸説あるが、広く知られる説では平安時代とされる。唐から戻った空海が仏教布教の全国行脚の途中で津島神社に立ち寄った際、疫病の流行に苦しむ地元の人々のために、唐で学んだ薬の製法で米団子の油揚げを作って神前に備えると疫病が治まったと伝えられる。この時に作られたものが「あかだ」の原型になったとされ、食べることで暑中の厄病・年中の邪気をはらう悪霊退散の利益があると考えられ、参拝者向けの神饌菓として伝承されてきた。
古くは一種の薬品として病人に用いられたともいわれ、太平洋戦争終結後の食糧難時代には代用食として好まれたともいわれる。

## くつわ

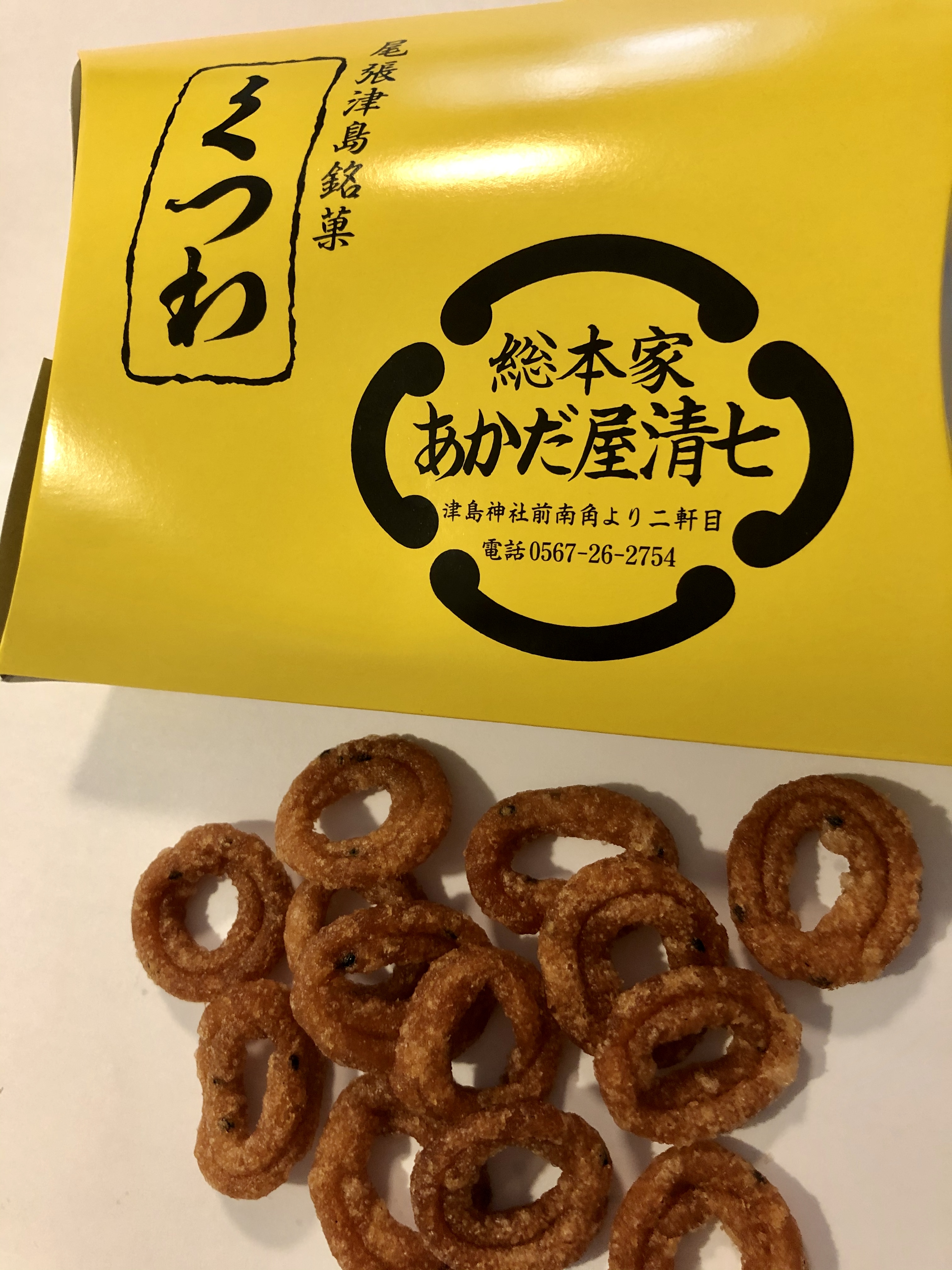
くつわ（総本家 あかだ屋清七）

くつわはもち米とうるち米を合わせた粉で熱湯で練って蒸し、砂糖と黒ゴマを加えてこより状に伸ばし、二重の輪にしたものをごま油で揚げて作られる。米粉のみのあかだと比較して味が強く柔らかい。神馬の轡（くつわ）に似ていたことから「くつわ」と名づけられた。
江戸時代末期の天保11年（1840年）ごろに誕生したものとされるが、尾張藩主の徳川宗春が江戸幕府が倹約令に背いて庶民の産業文化の開発を奨励したことがきっかけになったとも伝えられる。津島神社の和魂社例祭で行われる神事「茅の輪くぐり」で使用される茅の輪を模して考案され、それ以来あかだと並ぶ津島神社の神饌菓となった。